# Espionaje a familiares del ARA San Juan
El espionaje a familiares del ARA San Juan fue una serie de hechos sucedido en Argentina que consistieron en el espionaje y seguimiento ilegal de personas que eran familiares de los tripulantes que murieron debido al hundimiento del submarino ARA San Juan el 15 de noviembre de 2017, realizado por agentes de la Agencia Federal de Inteligencia (AFI). Los hechos han sido considerados a priori como delito por la justicia argentina, que procedió a abrir la investigación bajo la dirección del juez Martín Bava de la ciudad de Dolores. En la causa están imputadas las más altas autoridades del Estado argentino en ese tiempo, entre ellas el entonces presidente Mauricio Macri, los entonces jefes de la AFI Gustavo Arribas y Silvia Majdalani y el exjefe de la Base Naval Mar del Plata, de la cual dependía el submarino hundido.

## Antecedentes
El 15 de noviembre de 2017 desapareció en el Océano Atlántico el submarino ARA San Juan (S-42) de la Armada Argentina, con 38 tripulantes y 6 buzos tácticos a bordo. Pasado un año y dos días la nave fue encontrada por una empresa privada a 907 m de profundidad, con toda su tripulación muerta y muy cerca del punto de desaparición, en un lugar que la Armada ya conocía desde veinte días antes. El hundimiento y las búsquedas posteriores a la desaparición estuvieron afectadas por sospechas, irregularidades, negligencias, informes tardíos o contradictorios, luchas internas, espionaje y conflictos con los familiares de los marinos, que exigían información, participación en las investigaciones y respeto a los marinos muertos en servicio.
El 18 de julio de 2019 la Comisión Bicameral Investigadora de la Desaparición del Submarino ARA San Juan presentó su informe final sobre el caso. El informe contó con la unanimidad de los doce legisladores de la comisión, excepto el capítulo referido a la responsabilidad, en el que la mayoría opositora (siete legisladores) y la minoría oficialista (cuatro diputados), elaboraron informes diferentes. El dictamen mayoritario concluyó que "hubo una clara responsabilidad política y administrativa" del gobierno Mauricio Macri, especialmente del ministro de Defensa Oscar Aguad y de sus funcionarios más cercanos, tanto en los aspectos operativos y presupuestarios, como en la ocultación de información y el "desamparo" a los familiares. El dictamen minoritario no encontró fallas en la responsabilidad de los funcionarios políticos.

## Hechos
En 2020 fueron hallados en las oficinas de la Agencia Federal de Inteligencia (AFI) tres discos duros con documentación referida al espionaje y seguimiento por parte de agentes de esa repartición, sobre familiares de las víctimas del ARA San Juan, realizados entre diciembre de 2017 y finales de 2018. La AFI no encontró constancias de que tales operaciones hubieran sido autorizadas legalmente, razón por la cual denunció el hecho a fines de septiembre de 2020.
En los documentos oficiales hallados se mencionan los siguientes hechos:
- Un primer informe sobre familiares del ARA San Juan, producido el 28 de diciembre de 2017.[1]
- Seguimiento de la hermana de un tripulante el 15 de enero de 2018, en una misa en la Base Naval de Mar del Plata.[1]
- Infiltración de agentes en un grupo de familiares que presentaron un reclamo al Concejo Deliberante de General Pueyrredón.[1]
- Un informe fechado el 3 de febrero de 2018 detalla el seguimiento a cuatro mujeres que eran parejas de los submarinistas, para saber cuáles serían sus planteos en la reunión con el entonces presidente Macri.[1]
- El 10 de febrero de 2018 los agentes secretos siguieron a una madre y un grupo de familiares que se presentaron en la residencia presidencial de Chapadmalal para dejarle una carta al presidente.[1]
- El 2 de abril de 2018 se tomaron fotografías de una hermana y una compañera de un submarinista que fueron al Golf Club de Mar del Plata para hablar con el presidente Macri, y recolectaron información personal de las mismas en las redes sociales.[1]
- El 15 de noviembre de 2018, agentes de la AFI encubiertos, siguieron y fotografiaron a quienes se presentaron en la Base Naval de Mar del Plata al cumplirse un año del hundimiento.[1]
- Los documentos oficiales registran al menos otras diez oportunidades en las que hubo seguimientos, detallados en 22 informes.[1]

## Causa penal
La investigación judicial penal quedó a cargo del juez Martín Bava, titular del Juzgado Federal N°2 de Azul, a cargo de la causa por vacancia del Juzgado Federal de Primera Instancia de Dolores, donde tramita esta última. El 1 de octubre de 2021 el juez Bava procesó a los exjefes de la AFI, Gustavo Arribas y Silvia Majdalani, al exdirector de Reunión Interior de la AFI, Eduardo Winkler, al exjefe de la base Mar del Plata, Nicolás Iuspa Benítez, y a cinco agentes de la AFI.